# Босс Ніґґер
Босс Ніґґер (англ. Boss Nigger, альтернативні назви: «Boss» and «The Black Bounty Killer») — блексплуатаційний вестерн 1975 року режисера Джека Арнольда. Фред Вільямсон вперше одночасно спродюсував фільм, написав до нього сценарій, та зіграв головну роль.

## Сюжет
Двоє чорношкірих мисливців за головами, Босс і Еймос (Фред Вільямсон та Д'Арвілл Мартін відповідно) рятують від нападу бандитів чорношкіру жінку Клару Мей (Кармен Хейворт). Оглянувши тіла вбитих бандитів, мисливці за головами виявляють кілька оголошень про нагороди за свої голови. У одного з вбитих вони знаходять лист мера сусіднього міста Сан Мігель, з пропозицією стати шерифом за рекомендацією втікача Джеда Клейтона (Вільям Сміт). Пара відвозить Клару Мей в Сан Мігель та зустрічається з мером Гріффіном (Р. Г. Армстронг). Знаючи, що немає шерифа та маючи доказ того, що міський голова мав намір віддати цю посаду члену банди, Босс хоче перехитрити мера, щоб самому отримати посаду шерифа.

## Критика
Вінсент Кенбі з The New York Times охарактеризував Boss Nigger як «приємну несподіванку, якщо ви натрапите на неї без попередження». Кенбі охарактеризував гру Вільямсона як «надзвичайно впевнену пародію на „людину без імені“, якого зіграв Клінт Іствуд у фільмах Серджо Леоне».

## Реліз
На DVD «Босс Ніґґер» випустили під назвою «Boss» у 2008 році.